# Dakshin Gangotri Glacier
Dakshin Gangotri är en glaciär i Antarktis. Den ligger i Östantarktis. Norge gör anspråk på området. Dakshin Gangotri ligger 40 meter över havet. Den ligger vid sjöarna  Krokevatnet och Sheshnag.
Terrängen runt Dakshin Gangotri är kuperad söderut, men norrut är den platt. Dakshin Gangotri ligger nere i en dal. Trakten är glest befolkad. Närmaste befolkade plats är Novolazarevskaya Station, 8,6 kilometer öster om Dakshin Gangotri. 